# Olaszfa
Olaszfa è un comune dell'Ungheria di 492 abitanti (dati 2001). È situato nella contea di Vas.